# Monggo
Monggo is een bestuurslaag in het regentschap Bima van de provincie West-Nusa Tenggara, Indonesië. Monggo telt 4694 inwoners (volkstelling 2010).